# Xadrez Los Alamos
|   | a              | b               | c               | d             | e               | f              |   |  |
| 6 | a6 black torre | b6 black cavalo | c6 black rainha | d6 black rei  | e6 black cavalo | f6 black torre | 6 |  |
| 5 | a5 black peão  | b5 black peão   | c5 black peão   | d5 black peão | e5 black peão   | f5 black peão  | 5 |  |
| 4 | a4             | b4              | c4              | d4            | e4              | f4             | 4 |  |
| 3 | a3             | b3              | c3              | d3            | e3              | f3             | 3 |  |
| 2 | a2 white peão  | b2 white peão   | c2 white peão   | d2 white peão | e2 white peão   | f2 white peão  | 2 |  |
| 1 | a1 white torre | b1 white cavalo | c1 white rainha | d1 white rei  | e1 white cavalo | f1 white torre | 1 |  |
|   | a              | b               | c               | d             | e               | f              |   |  |

O Xadrez Los Alamos (ou xadrez anti-clerical) é uma variante do xadrez jogada num tabuleiro de xadrez com seis colunas e seis fileiras, sem o par de bispos e dois peões. Este foi o primeiro jogo parecido com o xadrez jogado por um programa de computador. O programa foi escrito no Laboratório Nacional de Los Alamos pelos cientistas Paul Stein e Mark Wells para o computador MANIAC I em 1956. A redução do tabuleiro e a diminuição do número de peças foi devido a capacidade limitada dos computadores na época.
O computador jogou três partidas sendo a primeiro contra si próprio. A segunda foi contra um forte enxadrista, que jogou sem a Dama tendo o enxadrista vencido. Na terceira partida o computador enfrentou e venceu um jogador que havia aprendido as regras do jogo momentos antes da partida.

## Regras
As regras são basicamente as mesmas do xadrez ocidental, com as seguintes exceções:
- O peão não pode avançar duas casas no primeiro movimento, portanto não existe captura en passant;
- Peões não podem ser promovidos a bispos;
- Não existe o roque.